# Жана Новаковић
Жана Новаковић (Сарајево 24. јун 1985) је аплска скијашица, репрезентативка Босне и Херцеговине учесница Светског првенства у алпском скијању у Валд д'Изеру и Зимских олимпијских игара 2010. у Ванкуверу.
Осим што је успешна спортисткиња она је и успешна студенткиња. Апсолвент је на Филозофском факултету у Источном Сарајеву, Одсек енглески језик и књижевност.
Новаковићева је чланица СПД Јахорина из Пала, специјалиста за слалом и велеслалом. Она је неколико година државна првакиња у тим дисциплинама, а у сезони 2009. остварила је запажене резултате на домаћој и међународној сцени. Једина је такмичарка у Босне и Херцеговине која је остварила А олимпијску норму у дисциплинама слалом и велеслалом за учествовање у Ванкуверу 2010. У сезони 2009. учествовала је на Светском првенству у Вал д'Изеру, на тркама Светског купа у Аустрији и у Хрватској, тркама Европа купа у Немачкој, као и међународним ФИС тркама.
На Првенству БиХ победила је у велеслалому и слалому, а прва места заузела је и на ФИС тркама у Санта Катерини (слалом, два прва места), на Јахорини (слалом) и у бугарском скијашком центру Банско (велеслалом). У Бугарској је освојила и два друга места, и то у слалому и велеслалому. На Бјелоласици је била друга у велеслалому, а на Сљемену осма у истој дисциплини.

## Резултати на ЗОИ 2010.

### Жене
| Име            | Дисциплина | Резултати    | Резултати    | Резултати | Резултати | Резултати    |
| Име            | Дисциплина | 1. трка      | 2. трка      | Укупно    | Заостатак | Пласман      |
| -------------- | ---------- | ------------ | ------------ | --------- | --------- | ------------ |
| Жана Новаковић | Слалом     | 58,19 (49)   | 57,76 (40)   | 1:55,95   | 13,06     | 40 / 55 (87) |
| Жана Новаковић | Велеслалом | 1:22,77 (48) | 1:18,02 (40) | 2:40,79   | 13,68     | 41 / 60 (86) |